# Норберт фон Ибург
Норберт фон Ибург (на немски: Norbert von Iburg, Nortbert Abt von Iburg, Norbert Abt von Iburg; на латински: Nortberto Abbate Iburgensi; * 11 век вероятно в Брабант; † 4 декември 1117 в Ибург) е абат на основания през 1080 г. от Бено II фон Оснабрюк манастир Ибург.
Норберт е автор на Vita Bennonis II. episcopi Osnabrugensis (Животът на епископ Бено II фон Оснабрюк), биографията на Бено.

## Произведения
- Nortberto Abbate Iburgensi: Vita Bennonis II. episcopi Osnabrugensis